# Nisides Patmou: Petrokaravo, Anydros
Nisides Patmou: Petrokaravo, Anydros este o arie protejată (arie de protecție specială avifaunistică — SPA) din Grecia întinsă pe o suprafață de 33,45 ha, integral pe uscat.

## Localizare
Centrul sitului Nisides Patmou: Petrokaravo, Anydros este situat la coordonatele 37°24′38″N 26°29′33″E / 37.410534°N 26.49252°E.

## Înființare
Situl Nisides Patmou: Petrokaravo, Anydros a fost declarat arie de protecție specială avifaunistică în octombrie 2001 pentru a proteja 30 de specii de animale.

## Biodiversitate
Situată în ecoregiunea mediteraneană, aria protejată nu include niciun habitat protejat.
La baza desemnării sitului se află mai multe specii protejate de  păsări (30): fluierar de munte (Actitis hypoleucos), pescăruș albastru (Alcedo atthis), fâsă-de-câmp (Anthus campestris), lăstunul mare (Apus apus), stârc cenușiu (Ardea cinerea), șorecarul comun (Buteo buteo), ciocârlie-cu-degete-scurte (Calandrella brachydactyla), caprimulg (Caprimulgus europaeus), erete alb (Circus macrourus), prepeliță (Coturnix coturnix), lăstun de casă (Delichon urbicum), Emberiza caesia, Falco eleonorae, șoim călător (Falco peregrinus), capîntortură (Jynx torquilla), sfrâncioc roșiatic (Lanius collurio), sfrânciocul cu frunte neagră (Lanius minor), ciocârlie de pădure (Lullula arborea), prigoare (Merops apiaster), codobatura galbenă (Motacilla flava), stârc de noapte (Nycticorax nycticorax), grangur (Oriolus oriolus), vrabie negricioasă (Passer hispaniolensis), Phalacrocorax aristotelis desmarestii, Phalacrocorax carbo sinensis, corcodel mare (Podiceps cristatus), corcodel-cu-gât-negru (Podiceps nigricollis), lăstun de mal (Riparia riparia), turturică (Streptopelia turtur), Tachymarptis melba
Pe lângă speciile protejate, pe teritoriul sitului au mai fost identificate 1 specie de păsări.